# Mitil
Mitil (grč. Μύτιλος) je bio Ilirski kralj iz 3. stoljeća pr. Kr. Poznat je kao drugi ilirski kralj koji je kovao svoj novac, oko deset godina nakon Monuniusa. Moguće je da je Mitil bio Monunov sin.
Svoj novac kovao je u Dyrrhachiumu (današnji Drač u Albaniji). Moguće da je stolovao i u Bilisu (zapadno od današnje Valone). Primjerci ovog ilirskog novca čuvaju se u Arheološkom muzeju u Zagrebu. Brončani novčić ima na aversu utisnutu Heraklovu glavu, a na reversu se nalaze prikazani Heraklovi atributi: tobolac, luk i buzdovan.
Zabilježeno je da se Aleksandar II. iz Epira uspio obraniti od napada vojske Mitila. Mitil je pripadao plemenu Dardanci koje je u dato vrijeme doživljavalo eskpanziju i smatra se da je on imao važniju ulogu od običnog plemenskog vođe. Naime, Dardanci su uspjeli ostvariti kontrolu nad Taulantima i širiti svoje područje na sjever, u dolini rijeka Morava i Nišava i istok, prema Peoniji.